# Dichagyris pallida
Dichagyris pallida là một loài bướm đêm trong họ Noctuidae.